# Сушинский, Максим Юрьевич
Макси́м Ю́рьевич Суши́нский (род. 1 июля 1974, Ленинград) — советский и российский хоккеист. Бизнесмен и управленец. Чемпион мира в составе сборной России (2008). Заслуженный мастер спорта России (2002).

## Карьера
Начал играть в районной, дворовой команде «Беспокойные сердца», в Санкт-Петербурге на Ординарной улице дом 5 (Петроградский район). Воспитанник СДЮШОР хоккейного клуба СКА. По окончании школы играл за родной клуб с 1990 года по 1996 год. Затем в ХК (хоккейный клуб) «Авангард» с 1996 года по 2000 год и с 2001 по 2005 годы.
В сезонах 1997—2005 провел за «Авангард» 412 матчей, забросил 171 шайбу, сделал 239 передач, набрал 486 минут штрафа. Дебютировал в команде 10 сентября 1996 года в Саратове в матче против «Кристалла» — 3:1. Первую шайбу за «Авангард» забросил 16 октября 1996 года в Омске «Сибири» — 3:1, в этой же игре сделал хет-трик.
В 2000 году был выбран под 132-м номером на драфте НХЛ командой «Миннесота Уайлд». По ходу сезона в 30 играх набрал 11 очков (7+4), после чего в том же сезоне вернулся в Авангард и стал первым россиянином, по собственной инициативе покинувшим НХЛ в разгар сезона.
Играл в составе сборной России по хоккею на Олимпийских играх 2006 года, а также на чемпионатах мира 1999, 2000, 2002, 2004, 2006, 2008 и 2010 годов.
11 декабря 2009 года в матче чемпионата КХЛ ЦСКА (Москва) — СКА (Санкт-Петербург) забросил свою 300-ю шайбу в чемпионатах России.
17 июля 2011 года был выставлен СКА на трансфер.
26 июля 2011 года подписал контракт с клубом «Салават Юлаев» на один год. 21 ноября 2011 года клуб внёс Сушинского в список отказов, вследствие чего любой клуб КХЛ мог забрать его без какой-либо компенсации в течение 48 часов, чего не произошло, и Сушинский был командирован в фарм-клуб — нефтекамский «Торос», где провел несколько матчей до расторжения контракта. 30 ноября 2011 года «Салават Юлаев» расторг контракт с Сушинским.
5 декабря 2011 года подписал контракт с ХК «Металлург» (Магнитогорск).
11 февраля 2013 года было объявлено о том, что Сушинский продолжит карьеру в швейцарском клубе «Фрибур-Готтерон».
В высшем российском дивизионе провел 994 игры, забросил 345 шайб, сделал 477 передач, набрал 1143 минуты штрафа.
23 мая 2013 года объявил о завершении карьеры.
С 2012 года — игрок любительской команды «Компрессор» в чемпионате Санкт-Петербургской хоккейной лиги (СПбХЛ).

В 2018—2020 — президент клуба «Авангард» (Омск).
В 2024 году — игрок команды «Чисто Питер» в хоккейной Медиалиге.

## Личная жизнь и бизнес
Женат, три дочери (Виктория, Вероника, Ксения).
Владелец автосалона «Авангард» — является официальным дилером «Мерседес-Бенц» в Санкт-Петербурге (назван в честь омского клуба).
Также вместе с дочерью Викторией владеет компанией «Авангард Инновации», которая производит жидкое тесто в аэрозольных баллонах для приготовления выпечки, а также чипсы. 
Перед Олимпийскими играми 2006 года вступил в «Единую Россию».

## Достижения
- Чемпион мира (2008)
- Серебряный призёр чемпионата мира (2002)
- Серебряный призёр чемпионата мира (2010)
- Чемпион России сезона 2003/2004 в составе омского «Авангарда»
- Двукратный обладатель Кубка европейских чемпионов (в 2005 году в составе омского «Авангарда»; в 2006 году в составе московского «Динамо»)
- Бронзовый призёр молодежного чемпионата мира 1994 года.
- Лучший игрок чемпионата России (2000, 2002, 2004)
- Трёхкратный обладатель приза «Самому результативному игроку» (2001/2002, 2003/2004, 2004/2005)
- Участник матча звёзд КХЛ (2009, 2010, 2011).

## Награды
- Благодарность Президента Российской Федерации (30 июня 2009 года) — за большой вклад в победу национальной сборной команды России по хоккею на чемпионатах мира в 2008 и 2009 годах[12]
- Победитель премии «ТОП 50. Самые знаменитые люди Петербурга» от журнала «Собака.ru» в номинации «Спорт» (2009)
- Введен в Галерею славы СКА Санкт-Петербург.

## Статистика
| Легенда | Легенда                    | Легенда | Легенда                   | Легенда | Легенда    |
| ------- | -------------------------- | ------- | ------------------------- | ------- | ---------- |
| И       | Количество проведённых игр | Штр     | Штрафное время            | +/−     | Плюс-минус |
| Г       | Голы                       | П       | Голевые передачи          | О       | Очки       |
| -       | Статистика неизвестна      | —       | Статистика не учитывалась |         |            |